# Росси, Опилио
Опилио Росси (итал. Opilio Rossi; 14 мая 1910, Нью-Йорк, США — 9 февраля 2004, Рим, Италия) — итальянский куриальный кардинал и ватиканский дипломат. Титулярный архиепископ Анчиры с 21 ноября 1953. Апостольский нунций в Эквадоре с 21 ноября 1953 по 25 марта 1959. Апостольский нунций в Чили с 25 марта 1959 по 25 сентября 1961. Апостольский нунций в Австрии с 25 сентября 1961 по 11 мая 1976. Председатель Папского Совета по делам мирян с 10 декабря 1976 по 8 апреля 1984. Председатель Папского Совета по делам семьи с 10 декабря 1976 по 4 августа 1981. Председатель Папского Комитета по международным евхаристическим конгрессам с 5 декабря 1983 по 3 января 1991. Кардинал-дьякон с титулярной диаконией Санта-Мария-Либератриче-а-Монте-Тестаччо с 24 мая 1976 по 22 июня 1987. Кардинал-протодьякон с 2 февраля 1983 по 22 июня 1987. Кардинал-священник с титулом церкви Сан-Лоренцо-ин-Лучина с 22 июня 1987.